# 粒楽あむ
粒楽 あむ（つぶら あむ、2002年2月14日 - ）は、日本のAV女優。LIGHT所属。

## 略歴
2022年7月、プレステージの専属女優としてAVデビュー。

## 人物
神奈川県出身。
趣味はお菓子作り・ゲーム、特技は英会話。
オナニーは小学生の低学年の時からで、オナニーとは知らずに股間を触って気持ちよくなっていた。高学年になってオナニーの意味を知った。
AVはデビュー前にちょくちょく観ていて、女性用のイチャイチャ系作品をオナニー用にスマホで観ていた。
15歳の時に同じクラスの彼と彼の家で初めて同士で初体験。デビュー前の経験人数は5人くらい。
見られること人前で何かをやることが好きで、成人してから後悔がないようにやりたいことをやろうと考えた結果がAVだった。求人サイトで現在の所属事務所に辿り着き、AV女優となった。

## 作品

### アダルトビデオ
- 新人 プレステージ専属デビュー（7月29日、プレステージ）
- 顔射の美学 21（8月26日、プレステージ）
- 美少女と、貸し切り温泉と、濃密性交と。 22（9月30日、プレステージ）
- 天然成分由来 粒楽あむ汁 120% 80（10月28日、プレステージ）
- アオハル 制服美少女と完全主観で過ごす性春3SEX。 #11（11月25日、プレステージ）
- 新・絶対的美少女、お貸しします。 115（12月30日、プレステージ）

- 女子マネージャーは、僕達の性処理ペット。 045（1月27日、プレステージ）
- 本番オーケー!? 噂の裏ピンサロ 20（2月17日、プレステージ）
- 何もない田舎で幼馴染と、汗だく濃厚SEXするだけの毎日。 case.07 お互いの身体を求めあう湿度120%の本気交尾 粒楽あむ（3月31日、プレステージ）
- なまなかだし 49 人生初中出し9連発 粒楽あむ（3月31日、プレステージ）
- 風俗タワー 性感フルコース3時間SPECIAL ACT.42 あどけなさ残る、現役美少女JDが貴方の欲望に全力でお応えします! 粒楽あむ（5月19日、プレステージ）
- 粒楽あむ 8時間 BEST PRESTIGE PREMIUM EXCLUSIVE vol.01（7月21日、プレステージ）※単体ベスト

### アダルト配信
- 【ウブなリアクションがエロカワイイ】ピチピチの20歳、エッチしたのは付き合った数人だけ、彼氏と別れてきりのご無沙汰エッチで緊張、恥ずかしがるのを始めいちいち反応が初々しい女子大生。もちろん手加減はしないし言葉責めでより恥ずかしさを煽っていく……! ネットでAV応募→AV体験撮影 1897 あむ 20歳 大学生（8月13日、シロウトTV）

### イメージビデオ
- Amu キミとボクのafter school（2023年5月4日、REbecca）

### デジタル写真集
- 南の風に包まれて 粒楽あむ（10月28日、プレステージ出版、撮影：C:TAKERU）※【グラビア写真集】と【ヌード写真集】の2種類あり。

- Amu キミとボクのafter school 粒楽あむ（9月8日、REbecca）

- PRESTIGE POSE MESSAGE 粒楽あむ 01（2月23日、プレステージ出版）
- PRESTIGE POSE MESSAGE 粒楽あむ 02（3月22日、プレステージ出版）
- PRESTIGE POSE MESSAGE 粒楽あむ 03（4月5日、プレステージ出版）
- PRESTIGE POSE MESSAGE 粒楽あむ 04（5月10日、プレステージ出版）
- PRESTIGE POSE MESSAGE 粒楽あむ 05（5月17日、プレステージ出版）
- PRESTIGE POSE MESSAGE 粒楽あむ 06（8月16日、プレステージ出版）

- PRESTIGE POSE MESSAGE 粒楽あむ 07（3月14日、プレステージ出版）
- PRESTIGE POSE MESSAGE 粒楽あむ 08（4月18日、プレステージ出版）

## 出演

### ラジオ
- ザ・マミィの今一歩、前へ #31,#32（2022年10月31日,11月7日、文化放送）[5][6]

### YouTube
- 【AVウラ話】現役女子大生AV女優と㊙️トーク【暴露】（2023年1月27日、Mellow Channel♡メロウ･P･ハート）[7]